# Schaina Schekerbekowa
Schaina Qurmanbekqysy Schekerbekowa (kasachisch Жайна Құрманбекқызы Шекербекова, russisch Жайна Курманбековна Шекербекова Schaina Kurmanbekowna Schekerbekowa, englisch Zhaina Shekerbekova; * 17. Dezember 1989) ist eine international erfolgreiche kasachische Boxerin.

## Karriere
Bei den asiatischen Indoorspielen, einer kurzlebigen Multisportveranstaltung, bestritt Schekerbekowa ihre ersten internationalen Meisterschaften. Sie schied hier im Fliegengewicht (bis 51 kg) startend jedoch bereits im ersten Kampf gegen Annie Albania, Philippinen (15:5), aus. Im Jahr darauf gewann Schekerbekowa im Bantamgewicht (bis 54 kg) mit Siegen über Santhika, Sri Lanka (13:2), Priyanka Chaudhary, Indien (11:4), und Kim Hye Song, Nordkorea (+2:2), die Goldmedaille der Asienmeisterschaften in Astana. Bei den Asienspielen 2010 schied sie, nun wieder im Fliegengewicht startend, jedoch wiederum bereits im ersten Kampf gegen Annie Albia aus.
Auch bei den Asienmeisterschaften 2012 und den Boxweltmeisterschaften der Frauen 2012 schied sie bereits im ersten Kampf aus.
Bei den Asienspielen 2014 in Incheon erreichte Schekerbekowa nach Siegen über Tomoko Kugimiya, Japan (3:0), Ri Hyang-Mi, Nordkorea (3:0), und Nandintsetse Myagmardulam, Mongolei (3:0), das Finale, welches sie gegen die Inderin Chungneijang Marykom mit 2:0 Punktrichterstimmen verlor und damit die Silbermedaille gewann. Im Jahr darauf schied Schekerbekowa bei den Asienmeisterschaften in Wulanchabu im Viertelfinale gegen Ren Cancan, China (2:1), aus.
Bei den Boxweltmeisterschaften der Frauen 2016 in Astana kämpfte sich Schekerbekowa mit Siegen über Clara Lescurat, Argentinien (3:0), Ri Hyang-Mi (3:0) und Azize Nimani, Deutschland (3:0), bis in das Halbfinale, welches sie gegen Nicola Adams, Großbritannien (3:0) verlor und damit eine Bronzemedaille gewann. Damit qualifizierte sich Schekerbekowa auch für die Olympischen Spiele 2016 in Rio de Janeiro.